# Luisa de Schleswig-Holstein
Luisa Augusta de Schleswig-Holstein-Sonderburg-Augustemburgo (Augustemburgo, 28 de agosto de 1824 - Pau, 30 de mayo de 1872) fue una princesa alemana de la casa de Schleswig-Holstein-Sonderburg-Augustemburgo.

## Biografía
Fue la primera de los siete hijos habidos en el matrimonio formado por Cristián Augusto II, duque de Schleswig-Holstein-Sonderburg-Augustenborg y su esposa la condesa danesa Luisa Sofía de Danneskiold-Samsøe. Fue la primera de las cuatro mujeres que tendría el matrimonio. Solo cuatro de sus seis hermanos llegarían a la madurez:
- Federico VIII, duque de Schleswig-Holstein-Sonderburg-Augustenburg (1829-1880)
- Amalia (1826-1901) murió célibe.
- Cristián (1831-1917), casado con la princesa Elena del Reino Unido, hija de la reina Victoria.
- Enriqueta (1833-1917), casada morganáticamente en 1872 con el médico militar y académico, Juan Federico von Esmarch.

Tras la Guerra de Schleswig-Holstein y de acuerdo con el Tratado de Viena (1864), Dinamarca aceptó el pago de su respectiva dotación económica junto a la de otras princesas de Schleswig-Holstein.
La princesa llegaría a residir en la ciudad francesa de Pau hacia la segunda mitad de la década de 1870, participando activamente en la vida social local junto con su hermana Amalia, también soltera. Murió en esta ciudad francesa.
Murió en la citada localidad francesa en 1872.